# Raschid Ali al-Gailani

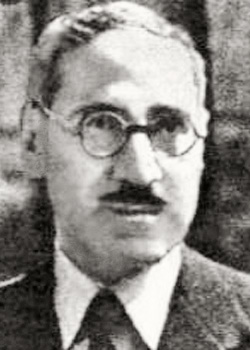
Raschid Ali al-Gailani

Raschid Ali al-Gailani, auch Rashid Ali al-Kaylani oder Rashid al-Kilani (arabisch رشيد عالي الكيلاني, DMG Rašīd ʿĀlī al-Kailānī; * 1892 in Bagdad; † 28. August 1965 in Beirut), war Ministerpräsident des Königreiches Irak.

## Herkunft
Gailani entstammte einer alten angesehenen Familie aus Bagdad. Im 12. Jahrhundert war sein Vorfahr Abd al-Qadir al-Dschilani der Begründer des sufischen Ordens der Qādirīya, der sich in der ganzen islamischen Welt ausbreitete.

## Politische Karriere
Er studierte in Konstantinopel Rechtswissenschaften. Nach dem Ersten Weltkrieg nahm er eine Tätigkeit als Rechtsanwalt in Bagdad auf. Ein Verwandter, Abd ar-Rahman al-Haydari al-Gillani, wurde der erste Ministerpräsident im Irak. Yasin al-Hashimi, der ab 1924 die Regierung im Irak leitete, ernannte ihn zum Justizminister.
Mit Hashimi bildete er innerhalb des Regimes eine Opposition zu jeder englischen Einflussnahme im Irak. So lehnte er den Englisch-Irakischen Vertrag 1930 ab, der von der Regierung Nuri as-Said unterzeichnet wurde. Der Vertrag von 1930 verpflichtete den Irak, der Außenpolitik Großbritanniens im Wesentlichen zu folgen und Großbritannien Beistand zu leisten. Außerdem räumte er Großbritannien eine militärische Präsenz in Form von Militärbasen bei Basra und al-Habbaniyya ein, was den Irak weiter in Abhängigkeit Großbritanniens hielt. Um die nationalen Interessen des Irak zu vertreten, gründete al-Gailani mit anderen die Partei der Nationalen Brüderschaft.

### Politische Ämter

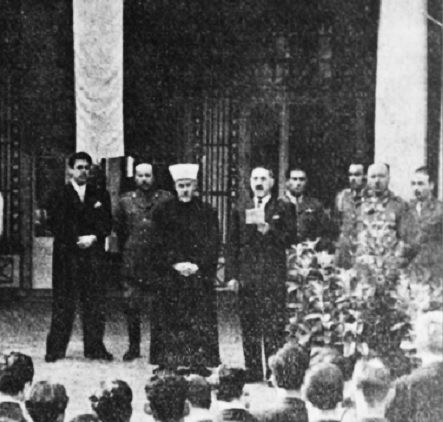
Al-Gailani und der Jerusalemer Mufti Mohammed Amin al-Husseini während des Zweiten Weltkriegs in Berlin

Eine erste Ministerpräsidentschaft Rashid Ali el-Gailanis begann am 20. März 1933 und endete mit seiner Demission am 28. Oktober 1933. Sein nächstes staatliches Amt übernahm er im Frühjahr 1935, als er unter Yasin al-Hashimi Innenminister wurde. Nach Unruhen 1938 wurde er aus Bagdad verbannt.
Im April 1940 wurde er wiederum Ministerpräsident. Die Regierung zerbrach an Uneinigkeit über den Abbruch der diplomatischen Beziehungen zu Italien, das am 10. Juni 1940 auf deutscher Seite in den Zweiten Weltkrieg eingetreten war. Gailani war gegen den Abbruch dieser Beziehungen. Am 31. Januar 1941 demissionierte el-Gailani.
Ein weiteres Mal wurde el-Gailani am 2. April 1941 nach einem Militärputsch Ministerpräsident. In dieser Funktion versuchte er die Aufstellung britischer Verbände in Basra zu unterbinden. Gailani bat das nationalsozialistische Deutschland um Unterstützung, die dann auch durch den Einsatz einer Fliegerstaffel des sogenannten Sonderstabs F erfolgte; die deutsch-irakische Zusammenarbeit scheiterte vor allem an schlechter Koordination. Am 30. April 1941 ließ er den britischen Stützpunkt al-Habbaniyya einkesseln. Deutsche Flugzeuge flogen Angriffe auf den britischen Stützpunkt.
Ab dem 19. April war für die britischen Verbände der Weg nach Bagdad frei. Als die Niederlage el-Gailanis und seiner Verbündeten eindeutig war, floh el-Gailani nach Teheran, von dort aus nach einiger Zeit über die Türkei nach Italien, wo er den Rest des Zweiten Weltkrieges im Exil verbrachte, sich bemühte, das KZ Sachsenhausen zu besuchen, und auch ein Treffen mit Adolf Hitler arrangierte. Auch war er an prodeutscher und antisemitischer Propaganda beteiligt.
Als sich seine Niederlage abzeichnete, kam es am 1.–2. Juni 1941 in Bagdad zu einem Pogrom gegen Juden mit knapp 200 Toten und enormen Zerstörungen, bekannt als al-Farhud. Auch nach 1945 distanzierte er sich nicht vom Nationalsozialismus.

## Zeit im Exil

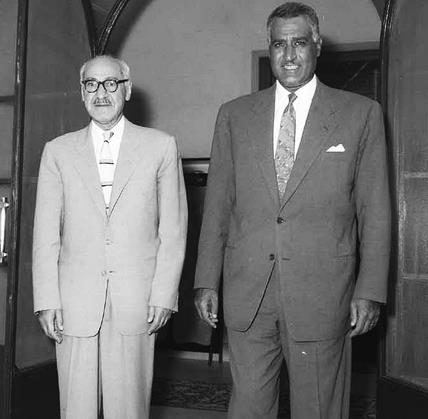
Al-Gailani bei Ägyptens Präsident Nasser 1958 in Kairo

Die deutsche Regierung erkannte Gailani als Vertreter der Exilregierung des Irak an und leistete ihm finanzielle Unterstützung. Gailani war oft in den verschiedenen arabischsprachigen NS-Sendern zu hören, war damit aber bei weitem nicht so erfolgreich wie sein Gegenspieler Mohammed Amin al-Husseini, der dort ständig zu hören war. Als die Niederlage des NS-Regimes sich abzeichnete, ging Gailani nach Saudi-Arabien. Als die irakische Monarchie im Jahre 1958 gestürzt wurde, zettelte er einen Umsturz gegen die Regierung von Abdul Karim Kassem an. Obwohl er von Volksmassen stürmisch bei seiner Wiederkehr begrüßt wurde, scheiterte die Revolte, und er wurde zum Tode verurteilt. Nach seiner Begnadigung ging er nach Beirut ins Exil, wo er bis zu seinem Tode im Jahre 1965 lebte.

## Belege
1. ↑  Im englischen Sprachraum und sonstigen internationalen Quellen.
2. ↑  Zvi Yehuda Shmuel Moreh (Hrsg.): Al-Farhud. The 1941 Pogrom in Iraq. Jerusalem 2010.
3. ↑  Fritz Grobba: Männer und Mächte im Orient. Götting, 1967, S. 116–246.
4. ↑  Jobst Knigge: Deutsches Kriegsziel Irak. Hamburg, 2007, S. 27 ff.

| Personendaten    | Personendaten            |
| ---------------- | ------------------------ |
| NAME             | Gailani, Raschid Ali al- |
| ALTERNATIVNAMEN  | Kaylani, Rashid Ali al   |
| KURZBESCHREIBUNG | irakischer Politiker     |
| GEBURTSDATUM     | 1892                     |
| GEBURTSORT       | Bagdad                   |
| STERBEDATUM      | 28. August 1965          |
| STERBEORT        | Beirut                   |